# 六府塔
六府塔又名宝雨寺塔，位于中国山西省长治市潞州区英雄南路街道西南城社区解放西街北侧西寺巷六府公园内，已列为长治市文物保护单位。

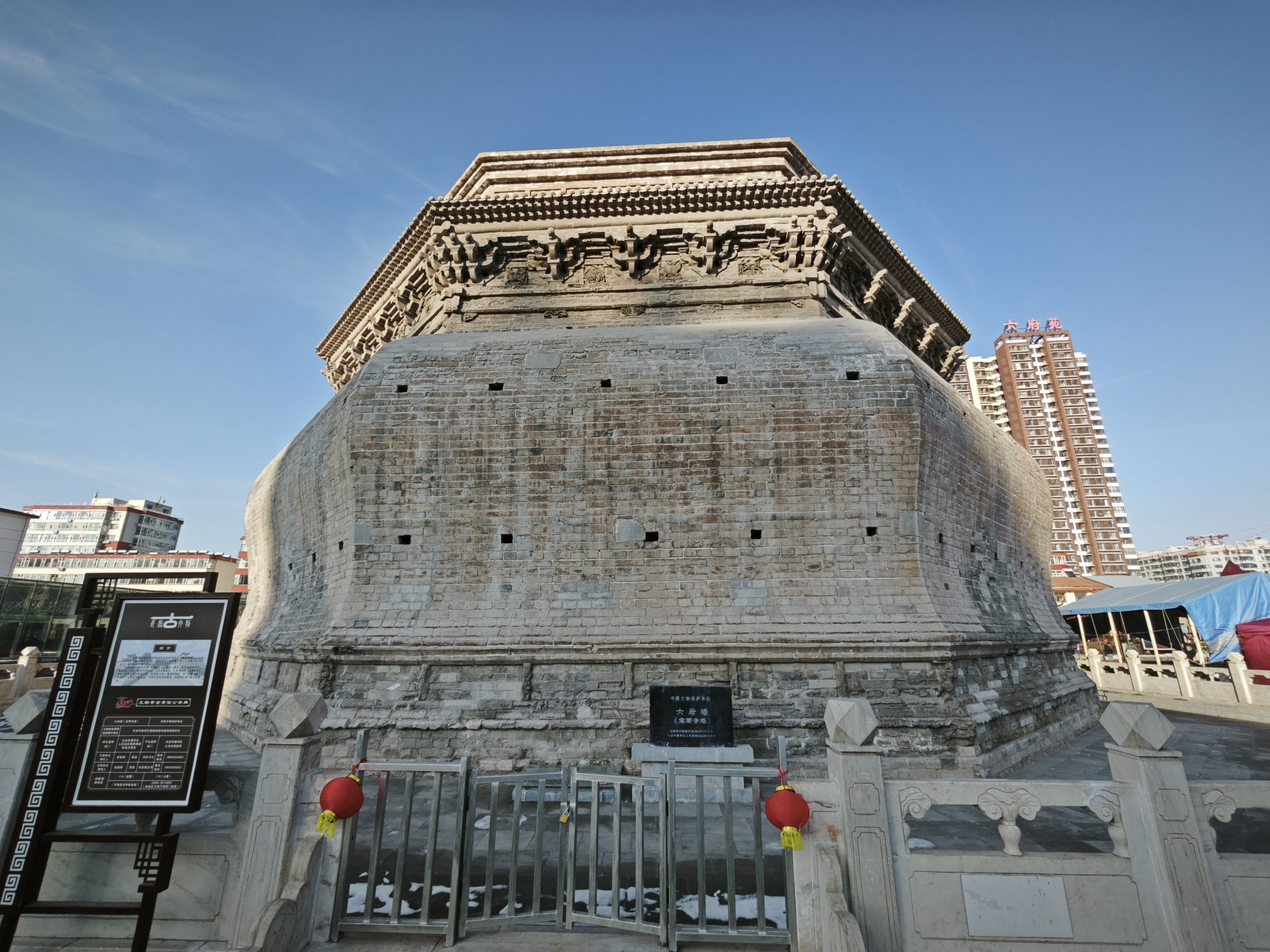
六府塔原址（有修复）

## 历史
潞州六府塔原在城西南隅宝雨寺内。宝雨寺为隋潞州刺史辛彦之建，寺久废，独存古塔。塔始建于后唐明宗天成四年（929年）。金元时期修复。现存残塔塔座。旁边的新塔是按照古塔尺寸新建。

## 建筑
金元时期修复的密檐式砖塔，高13层、30多米，塔身为八角形平面。塔内设螺旋塔梯，可登顶眺望潞州全景。

## 保护
1963年3月，六府塔公布为第二批长治市文物保护单位。